# Pavillon (marine)
Pour les articles homonymes, voir Pavillon.

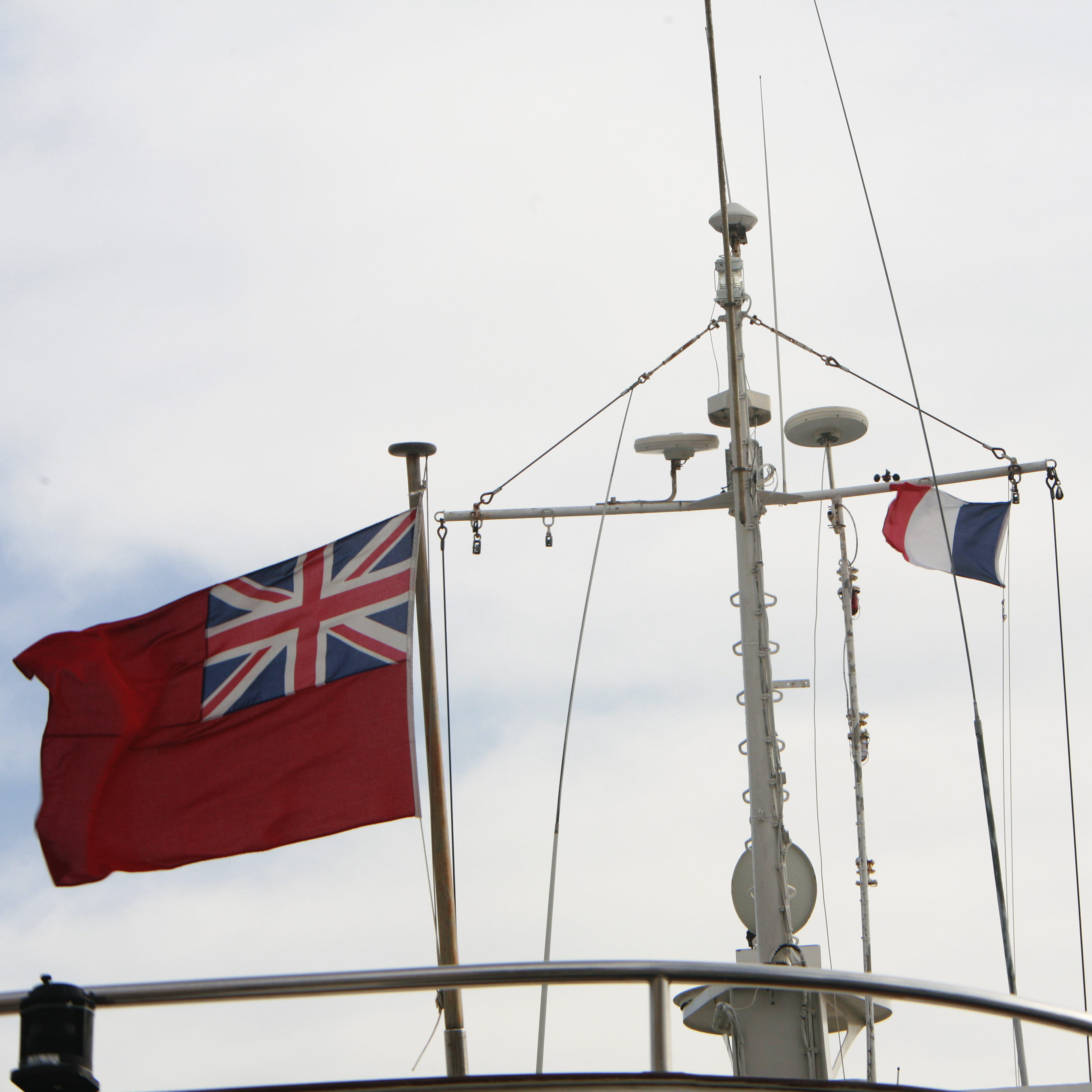
Le Red Ensign, pavillon civil britannique hissé à l'arrière d'un yacht. À l'arrière-plan, le pavillon de courtoisie (ici le pavillon français), hissé à tribord sous la vergue par le visiteur étranger en France.

Un pavillon est une pièce d'étoffe (autrefois en étamine de laine et actuellement en textiles synthétiques) carrée ou rectangulaire hissée dans la mâture ou à l'arrière d'un navire, pour indiquer sa nationalité, la marque de l'autorité présente à bord ou son appartenance à une compagnie commerciale ou à un club, aussi pour transmettre un message en signalisation maritime par signaux flottants. Selon son usage et sa forme, on parle de pavillon, de marque, de flamme, de triangle ou de guidon.
Il faut le distinguer du drapeau qui est fixé à une hampe et dont l'utilisation est terrestre, alors que le pavillon est « frappé » à un cordage, la drisse.
Les drapeaux nationaux contemporains sont le résultat de l'histoire des drapeaux régimentaires et de celle des pavillons nationaux.
Les conventions internationales font référence à l'État du pavillon (qui est la nationalité du navire) : les conventions de Genève du 29 avril 1958, de Montego Bay de 1982 et celle de la CNUCED de 1986.

## Typologie

### Pavillon national
Le pavillon national est hissé au mât de pavillon situé à l'arrière du navire lorsqu'il est à quai, au mouillage sur rade foraine ou lorsqu'il entre ou sort d'un port lors d'une escale à l'étranger. Sinon, à la mer, il est hissé à la corne d'artimon, si elle existe.
En droit français, le port du pavillon est régi par le code des douanes, décret du 19 août 1929 et loi de 1967 (articles 1, 2, 3 et 4).
Les navires de guerre arborent habituellement au port leur pavillon entre la cérémonie des couleurs du matin et celle du soir. Le matin à 8 heures le pavillon est « envoyé » en présence de tout le personnel lors de « l'assemblée » (appel du matin). Le soir, au coucher du soleil et au plus tard à 20 heures, le pavillon est « rentré » (il n'est ni « amené » ni « abaissé » ni « affalé ») en présence du personnel de service. Il peut être hissé à nouveau, surtout en escale, pour une raison spéciale (réception ou visite d'un dignitaire étranger).
À la mer, le pavillon national est hissé en permanence soit au mât de pavillon arrière, soit le plus souvent à la corne, de jour comme de nuit. Le mouvement de pavillon du mât de pavillon arrière à la corne est effectué, s'il est ordonné, à la sortie des passes des ports ou en cas de mauvais temps.
La vexillologie distingue trois types de pavillons nationaux :
- le pavillon civil (symbole vexillologique : ), arboré par la marine marchande, les bateaux de commerce, de pêche et de plaisance ;
  - Certains pays ont en outre un ou plusieurs pavillons de plaisance réservés aux navires n'exerçant aucune activité commerciale : un seul en Belgique (le pavillon civil frappé d'une couronne au franc-canton de la hampe) ; au Royaume-Uni de nombreux yacht-clubs ont leur propre pavillon, inspiré soit du Red Ensign, soit du Blue Ensign, soit dans un cas (Royal Yacht Squadron) du White Ensign, avec presque toujours l'insigne du club.
- le pavillon d'État ou pavillon des services gouvernementaux (), arboré par les navires gouvernementaux des services publics, tels les garde-côtes, les services postaux, les douanes ;
- le pavillon naval (), arboré par la marine militaire.

Beaucoup de pays, dont la France, utilisent le même pavillon pour les trois fonctions. Un tel pavillon multifonctionnel est appelé pavillon national. D'autres utilisent une variante du dessin du drapeau national comme pavillon naval. Des pavillons civils au dessin distinct de celui du drapeau national sont également fort courants, contrairement aux pavillons d'État.

Red Ensign, pavillon de la marine marchande du Royaume-Uni.
Pavillon d'État du royaume de Belgique.
Pavillon de la marine de guerre de la Hongrie.

### Pavillon de courtoisie
C'est le pavillon des eaux territoriales du pays dans lequel le bateau se trouve. Il est hissé à tribord (éventuellement sous une vergue) du mât le plus en avant. En droit français ainsi qu'en droit international aucun texte ne régit le pavillon de courtoisie. Il s'agit d'un usage universel et cet usage doit être respecté comme toutes les coutumes maritimes. Son usage est tellement constant, que même non codifié, il a force de loi. Certains pays considèrent que le non respect du pavillon de courtoisie est assimilé à un outrage au pavillon national et constitue de ce fait une infraction. Il peut même arriver que l'accès à un port soit refusé en cas d'absence de pavillon du pays d'accueil.

### Pavillon de beaupré
Le pavillon de beaupré est un pavillon additionnel principalement réservé aux navires de guerre, porté à l'étrave. Il est arboré quand le navire est amarré à quai ou au mouillage sur rade foraine ou lors d'une cérémonie officielle (petit ou grand pavois). Pour certains États, lorsque le pavillon arboré à l'arrière ou à la corne est spécifique à la marine, le pavillon de beaupré reproduit souvent le pavillon national.

Pavillon de beaupré de la Pologne.
Pavillon de beaupré des Pays-Bas.
Pavillon de beaupré de l'Italie.
Pavillon de beaupré de la fédération de Russie.

### Marque de commandement
La marque de commandement est le pavillon d’autorité arboré par l'officier supérieur ou général du grade le plus élevé commandant une flotte sur son navire amiral (flagship) en anglais, soit navire du pavillon au sens de marque de commandement). Cette marque désigne le navire sur lequel est embarquée l’autorité à laquelle sont rendus les honneurs. C'est aussi le navire qu’il fallait observer pour recevoir les ordres émis par « Scott » (signaux morse lumineux), pavillons (« signaux flottants ») toujours en usage, même avec l’utilisation de la TSF et de la radio. Avec les progrès des télécommunications, ce second rôle a néanmoins perdu de son importance, mais reste indispensable en « silence radio ». Une seule marque de commandement est arborée pour une force navale.
Des marques honorifiques sont également hissées pour signaler la présence à bord d’un navire d’une personnalité éminente à honorer (souverain étranger, ministre), mais qui ne commande pas la flotte. Les honneurs peuvent également être rendus à ces personnalités.
Dans la marine nationale française, la marque de commandement est hissée à la place de la flamme de guerre et la remplace ; la marque honorifique est hissée à un autre poste et ne remplace pas la flamme de guerre. La liste en est dressée à Pavillons et marques de la marine nationale française.

### Flamme

Flamme de guerre de la Royal Navy.

Flamme d'Église dans la Royal Navy.

La flamme est un pavillon de forme allongée qui peut avoir différentes significations, selon ce qu'elle représente.
- La flamme de guerre, hissée en permanence en tête du mât le plus haut, indique que le navire est armé par du personnel de la marine militaire, et que son commandant a reçu une lettre ou un ordre de commandement, elle peut être remplacée par une marque de commandement.
- La flamme distinctive est hissée des couleurs du matin aux couleurs du soir au mât de beaupré (à la place du pavillon de beaupré) d'un bâtiment décoré d'une fourragère.
- La flamme d'église est hissée lors d'une cérémonie religieuse. Elle n'est plus utilisée dans la marine nationale française depuis 1905. Elle est utilisée dans la Royal Navy et la marine royale néerlandaise (Koninklijke Marine) ainsi que dans les marines nationales du Commonwealth.

### Pavillon de la compagnie
Le pavillon de la compagnie est arboré par les navires appartenant à cette compagnie (civile ou militaire). Autrefois hissé au grand mât, il flotte désormais en haut à la proue du navire.
Quand ces marques sont hissées, le pavillon national devra toujours être déployé.
Les particuliers propriétaires peuvent arborer leur pavillon personnel (au mât d'artimon, ou au mât de misaine, ou à tribord de la barre de flèche, ou à bâbord de la barre de flèche si un pavillon de courtoisie est déjà hissé à tribord) lorsqu'ils sont à bord. Ces pavillons peuvent être aux armes du propriétaire, ou arborer un dessin original. Un pavillon bleu uni indique que le propriétaire est absent. Un pavillon blanc indique que le propriétaire déjeune et ne doit pas être dérangé. Enfin, un pavillon bleu particulier indique l'adhésion du plaisancier à une liste de règles de respect de l'environnement.

### Guidon de club nautique

Guidon du Royal Yacht Squadron.

Le guidon est le pavillon identifiant un club nautique (yacht-club). De forme généralement triangulaire, il est arboré sur les bateaux du club, en mer et au mouillage, mais retiré durant une course. Traditionnellement, le guidon se hisse au grand mât, mais il peut flotter sur un mât situé à l'étrave.

### Pavillons de transmissions
Le pavillon de transmission ou flottant est un pavillon utilisé pour transmettre des messages par « signaux flottants ». Il existe toute une collection de pavillons, ceux qui signifient une lettre, un chiffre ou une situation particulière.

## Pavillons devenus drapeaux
Plusieurs drapeaux nationaux actuels sont, à l'origine, des pavillons de marine :
- Pays-Bas : pavillon national.
- États-Unis : La bannière étoilée est un pavillon civil britannique auquel on a ajouté six bandes blanches en 1776.
- Espagne : pavillon national rouge et or de 1785.
- France : pavillon national de 1794.
- Australie : pavillon d'État britannique auquel on a ajouté des étoiles blanches.
- Nouvelle-Zélande : pavillon d'État britannique auquel on a ajouté des étoiles rouges bordées de blanc.
- Grèce : pavillon national.
- Les drapeaux scandinaves sont, à l'origine, des pavillons de marine.

## Voir aussi

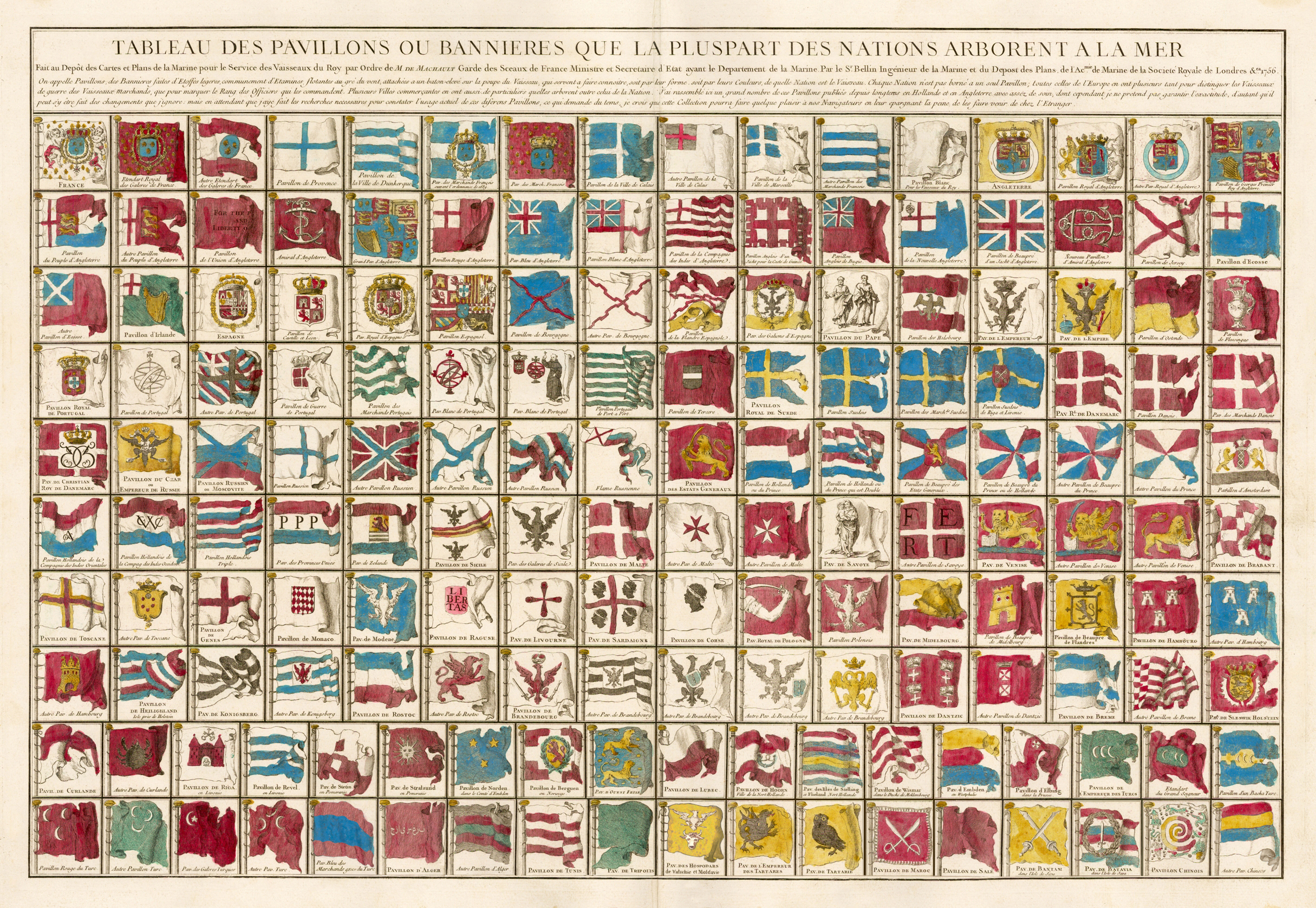
Planche des principaux pavillons arborés à la mer en 1767.